# Тихомиров Володимир Володимирович
Володимир Володимирович Тихомиров (1915—1994) — член-кореспондент АН СРСР своїми працями і видатною організаційною діяльністю вивів вітчизняну історію геології на міжнародний рівень.
Талановитий геолог, що пішов добровольцем на фронт у 1942 р., він відзначився як бойовий льотчик на Ленінградському фронті, трагічно загубив зір, але блискуче закінчив після війни аспірантуру. За оригінальну працю йому було присуджено науковий ступінь доктора геолого-мінералогічних наук. Він організував авторитетний науковий центр, що пов'язував діяльність істориків геології з 36 країн з п'яти континентів. Засновник і перший президент Міжнародної комісії історії геології, дійсний член Міжнародної академії історії науки.